# Абер, Лоис
Лоис Абер (фр. Loïs Habert; 18 ноября 1983, Валанс, Франция) — французский биатлонист, серебряный призёр чемпионата Европы по биатлону (2006). Завершил карьеру.

## Карьера
В мировом биатлоне с 2001 по 2012 год. На Кубке мира по биатлону дебютировал в 2005 году. В 2006 году занял второе место на чемпионате Европы в индивидуальной гонке на 20 км. В сезоне 2009/10 дважды занимал второе место на этапах Кубка IBU в спринте. В сезоне 2010/11 стал бронзовым призёром на этапе Кубка мира в эстафете.

## Достижения

#### Общий зачёт Кубка мира
| Сезон     | ОЗ    | ИГЗ  | СЗ   | ГПЗ  | МСЗ  |
| --------- | ----- | ---- | ---- | ---- | ---- |
| 2006/2007 | 56-й  | 33-й | 65-й | 59-й |      |
| 2007/2008 | 55-й  | 33-й | 51-й |      |      |
| 2008/2009 | 87-й  | 64-й | 93-й | 80-й |      |
| 2009/2010 | 109-й | 75-й |      |      |      |
| 2010/2011 | 42-й  | 41-й | 36-й | 46-й | 34-й |
| 2011/2012 | 94-й  | 61-й | 96-й | 84-й |      |

#### Чемпионаты мира
| Год  | Место проведения        | Инд | Спр | Пр | МС | Эст | СМ |
| ---- | ----------------------- | --- | --- | -- | -- | --- | -- |
| 2007 | ЧМ Антхольц-Антерсельва | 22  | —   | —  | —  | 10  | •  |
| 2008 | ЧМ Эстерсунд            | 32  | 27  | 45 | —  | —   | 7  |
| 2011 | ЧМ Ханты-Мансийск       | —   | 75  | —  | —  | —   | —  |

## Личная жизнь
25 июня 2011 года женился на биатлонистке французской сборной Мари Дорен.